# Alfa Laval
Alfa Laval AB è una società svedese costruttrice di prodotti per la separazione dei materiali, il trasferimento di calore e la gestione dei fluidi con sede a Lund. La società ha filiali in oltre 35 paesi in tutto il mondo, tra cui Sudafrica, Danimarca, Italia, India, Giappone, Cina, Paesi Bassi e Stati Uniti. Nel 2016, Alfa Laval aveva una forza lavoro globale di 17.309 dipendenti e un fatturato di $ 4.715,96 milioni. Alfa Laval è una società dell'industria pesante che si concentra su operazioni su larga scala, come le industrie marittima, energetica e alimentare. Oltre alla vendita di attrezzature, Alfa Laval si impegna a fornire soluzioni individuali alle esigenze dell'industria pesante, sotto forma di "Ordini".
La società è inclusa nell'indice OMX Stockholm 30.

## Storia
La società è stata fondata come AB Separator e nel 1883 produce il suo primo scambiatore di calore. L'attuale nome Alfa Laval fu introdotto nel 1963. Tra il 1991 e il 2000 Alfa Laval faceva parte del gruppo Tetra Pak. Nel 1991, Alfa Laval Agri, un'azienda produttrice di attrezzature agricole, fu divisa da Alfa Laval. Quando fu venduta, Alfa Laval Agri rimase parte del gruppo Tetra Pak e fu ribattezzata DeLaval, in memoria del fondatore dell'azienda.
Alfa Laval ora divide le sue operazioni tra team (vendite di capitali) e tecnologia di processo (contratti con una durata maggiore).

## Problemi di sicurezza
Nell'aprile 2016, l'Amministrazione per la sicurezza e la salute sul lavoro negli Stati Uniti ha multato la società di $ 172.700 per violazioni delle norme di sicurezza.

## Gestione aziendale
CEO
- 1883–1886 – Oscar Lamm
- 1887–1915 – John Bernström
- 1915–1922 – Erik Bernström
- 1922–1946 – Axel Wästfelt
- 1946–1960 – Harry G. Faulkner
- 1960–1980 – Hans Stahle
- 1980–1989 – Harry Faulkner
- 1989–1991 – Lars Kylberg
- 1991–1992 – Lars Halldén
- 1992–1994 – Gunnar Brock
- 1995–1998 – Leif Rogersson
- 1997–2004 – Sigge Haraldsson
- 2004–2016 – Lars Renström
- 2016- – Tom Erixon

Presidente del consiglio di amministrazione
- 1932–1980 – Raoul Nordling
- 1980–1989 – Hans Stahle
- 1991–1998 – Bertil Hagman
- 2000–2003 – Thomas Oldér
- 2003- – Anders Narvinger